# Богьовци
Богьовци е село в Западна България. То се намира в община Костинброд, Софийска област.

## История
При избухването на Балканската война един човек от Богьовци е доброволец в Македоно-одринското опълчение.
Съборът в Богьовци се провежда на 14 октомври – Петковден, патронният празник на храма „Света Петка“. Църквата е изписана в 1882 година от Михаил и Христо Благоеви. Забележителен е ктиторският портрет на дядо Гълъб в народна носия.

## Личности
Родени
- Аспарух Никодимов